# St. Sebastian (Breitenbrunn)

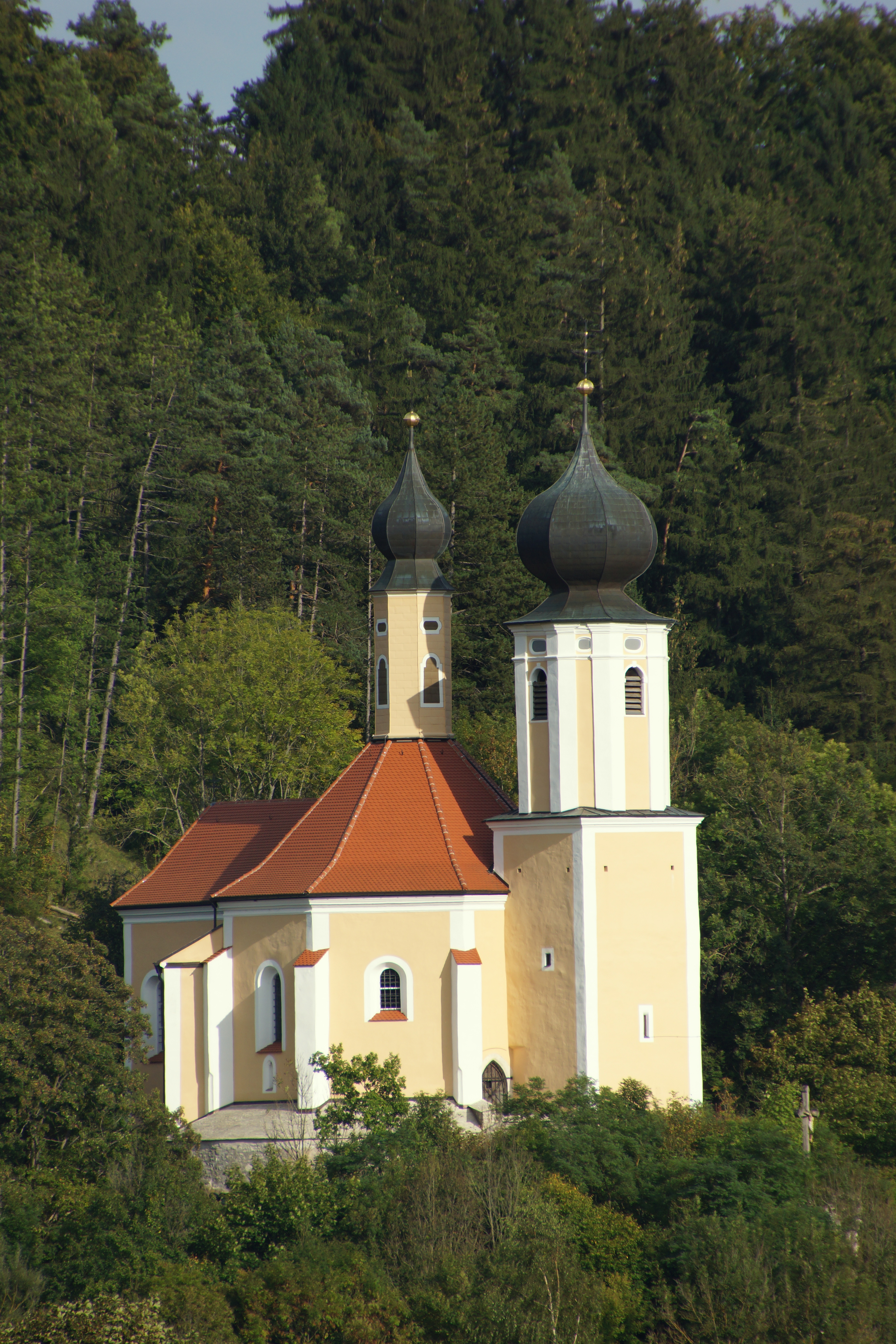
St. Sebastian (Breitenbrunn)

Die römisch-katholische, denkmalgeschützte Wallfahrtskirche St. Sebastian steht oberhalb der Sebastiansquelle in Breitenbrunn, einem Markt im Landkreis Neumarkt in der Oberpfalz von Bayern. Die Kirche gehört zum Dekanat Neumarkt in der Oberpfalz im Bistum Eichstätt. Das Bauwerk ist unter der Denkmalnummer D-3-73-115-2 als Baudenkmal in die Bayerische Denkmalliste eingetragen.

## Beschreibung
Der oktogonale, von Strebepfeilern gestützte Zentralbau wurde 1386–1401 erbaut und 1702–08 nach Osten mit einem dreiseitig geschlossenen Chor und nach Westen mit einem quadratischen Kirchturm, der aus der Achsensymmetrie nach Süden verschoben ist, erweitert. Nach den Schäden im Zweiten Weltkrieg wurde das Bauwerk 1946 repariert. Eine Instandsetzung erfolgte 1983/84. Aus dem Zeltdach des Zentralbaus erhebt sich ein Dachreiter, der mit einer Zwiebelhaube bedeckt ist. Der Kirchturm wurde mit einem achteckigen Geschoss aufgestockt, das den Glockenstuhl beherbergt, in dem zwei Kirchenglocken hängen, und mit einer Zwiebelhaube bedeckt. 
Der Innenraum ist mit einer Flachdecke überspannt, der des Chors mit einem Stichkappengewölbe. Zur Kirchenausstattung gehört ein Hochaltar aus der zweiten Hälfte des 18. Jahrhunderts. Er stand früher in der Kirche von Lutzmannstein. Sein Altarretabel mit der Darstellung des heiligen Sebastian, geschaffen 1896 von Josef Altheimer, wird auf beiden Seiten von je drei Säulen flankiert.